# Bitwa pod Rusion (1206)
Bitwa pod Rusion (bułarski: Битката при Русион) miała miejsce zimą 1206 roku w pobliżu twierdzy Rusion (Turecki: Ruskoy) między wojskami bułgarskimi siłami Cesarstwa Łacińskiego. Walki zakończyły się zdecydowanym zwycięstwem Bułgarów.

## Tło
Starcie pod Rusion poprzedzały inne bitwy, Bułgarzy wygrali wcześniej z łacinnikami pod Adrianopolem i pod Seres. Cesarstwo poniosło w nich ciężkie straty i musiało ustąpić z wielu ziem w Macedonii i Tracji. W 1206 roku krzyżowcy podjęli próbę przegrupowania i reorganizacji resztek swojej armii. Główne siły składały się z około 140 rycerzy i kilku tysięcy piechoty, łuczników i jeźdźców, skoncentrowanych w garnizonie w Rusion. Armia znajdowała się pod dowództwem Thierrego de Termonda i Thierrego de Loos, którzy należeli to najważniejszych możnych Cesarstwa.

## Bitwa
W połowie stycznia 1206 roku armia bułgarska wyruszyła w marsz na południe. Część wojska obległa Adrianopol a reszta, pod osobistym dowództwem cara Kałojana ruszyła na Rusion. Bułgarski plan zakładał wyciągnięcie sił łacińskich w pole i wydanie im otwartej bitwy. Z tego powodu niewielki oddział Kumanów zajął mały ale znaczący zamek w pobliżu Rusion. Kałojan liczył na butę i porywczość krzyżowców i jak się okazało nie mylił się. Wieczorem 30 stycznia krzyżowcy wymaszerowali z twierdzy na czele z Thierrym de Termondem gdyż de Loos został wezwany do Konstantynopola. Nicetas Choniates pisał o wojskach de Termonda iż były one najdzielniejsze w całej armii łacińskiej. około 120 rycerzy i wielu kawalerzystów wyruszyło spod Rusion na zamek zajęty przez Kumanów. Gdy jednak dotarli na miejsce, rankiem 31 stycznia okazało się, że zamek jest opuszczony, więc wyruszyli w drogę powrotną do Rusion. W międzyczasie około 7000 Bułgarów zajęło pozycję w pobliżu twierdzy krzyżowców. Siły pozostawione w Rusion były niewielki i pozbawione ciężkiej jazdy, także nie zdecydowały się na zbrojny wypad poza mury i były zmuszone biernie obserwować ruchy wojsk bułgarskich. Wracające z wypadu rycerstwo nic nie wiedziało o Bułgarach i zupełnie nie przygotowane powracało w grupach. Pierwszą grupą dowodził Karol de Fren, drugą de Termond, trzecią Andres Deboas i Jean de Choasy (który jako pierwszy rycerz wszedł na mury Konstantynopola w czasie szturmu w 1204 roku) a ostatnią, czwartą grupą dowodził Vilen de Loos, brat Thierrego.
Bitwa zaczęła się od ataku Bułgarów na tylną straż krzyżowców, która mimo desperackiej próby obrony w końcu zmuszona została do ucieczki. Uciekinierzy wywołali popłoch w dwóch innych grupach wojsk i te również zaczęły uciekać w panice. Mimo to walki trwały a krzyżowcy bronili się w prowizorycznym szyku, próbując się za wszelką cenę dostać do Rusion. Kiedy masy wojska znalazły się około 2 kilometry przed twierdzą, szyki łacinników ostatecznie załamały się pod naciskiem Bułgarów, którzy atakowali ze wszystkich stron. Rycerstwo, mimo beznadziejnej sytuacji walczyło dzielnie i większość z nich zginęła. Jedynie 10 ze 120 rycerzy udało się dotrzeć za mury. Setki szeregowych żołnierzy zginęły lub dostały się do niewoli. Zginęli również wszyscy dowódcy, w tym de Termond. Ocalałe resztki opuściły szybko Rusion i schroniły się do pobliskiego Rodosto.

## Następstwa
Rodosto było silnie ufortyfikowanym miasteczkiem, obsadzonym dużym garnizonem weneckim a uciekinierzy z Rusion jeszcze ich wzmocnili. Mimo to, gdy nadeszły wojska Kałojana obrońcy spanikowali i po krótkiej bitwie, która zakończyła się totalną klęską miasteczko zostało zajęte przez Bułgarów. Zwycięzcy szybko podporządkowali sobie wiele innych miejscowości, takich jak Perynt, Chorlu, Arkadiopolis, Messynę i Daonion. Oblegli także ważne Didymoteicho, które wkrótce padło.
We wszystkich dotychczasowych walkach krzyżowcy stracili ponad 200 rycerzy, kilka tysięcy żołnierzy a wiele weneckich garnizonów zostało całkowicie zniszczonych. Nowy cesarz, Henryk z Flandrii, był zmuszony do proszenia króla Francji o pomoc militarną. Poselstwo na dwór francuski zaniosło błagania o przysłanie 600 rycerzy i 10 000 żołnierzy. Gotfryd z Villehardouin porównywał porażkę pod Rusion do katastrofalnej bitwy pod Adrianopolem. Mimo wszystko krzyżowcy mieli dużo szczęścia. W 1207 roku, w czasie oblężenia Tessaloniki, zamordowany został Kałojan a jego następca Borił był uzurpatorem w związku z czym musiał najpierw ugruntować swoją pozycję w kraju. Pozwoliło to krzyżowcom na chwilę wytchnienia i reorganizację sił.